# Kropîvnîțkîi
A nu se confunda cu Kropîvnîțke, oraș din raionul Novoukraiinka!
Kropîvnîțkîi (în ucraineană Кропивницький; între 1939 și 2016, Kirovohrad, în ucraineană Кіровогра́д, în rusă Кировогра́д, transliterat: Kirovograd; între 1924 și 1939, Zinovievsk; înainte de 1924, Ielisavetgrad) este un oraș regional în regiunea Kirovohrad, Ucraina.
Se află la o altitudine de 124 m deasupra nivelului mării. Are o suprafață de 103.000.000 m². Populația este de 227.413 locuitori, determinată în 2019.
A fost numit în onoarea scriitorului și dramaturgului Mark Kropivnițki.  Vechea denumire, Kirovograd, a avut legătură cu Serghei Kirov (numele real Kostrikov), un revoluționar bolșevic și un lider comunist sovietic.

## Istorie
Orașul a fost fondat în anul 1754 împreună cu fortăreața nou construită cu același nume din partea superioară a Ingulului și numită în cinstea Sfintei Elisabeta - Elizavetgrad.

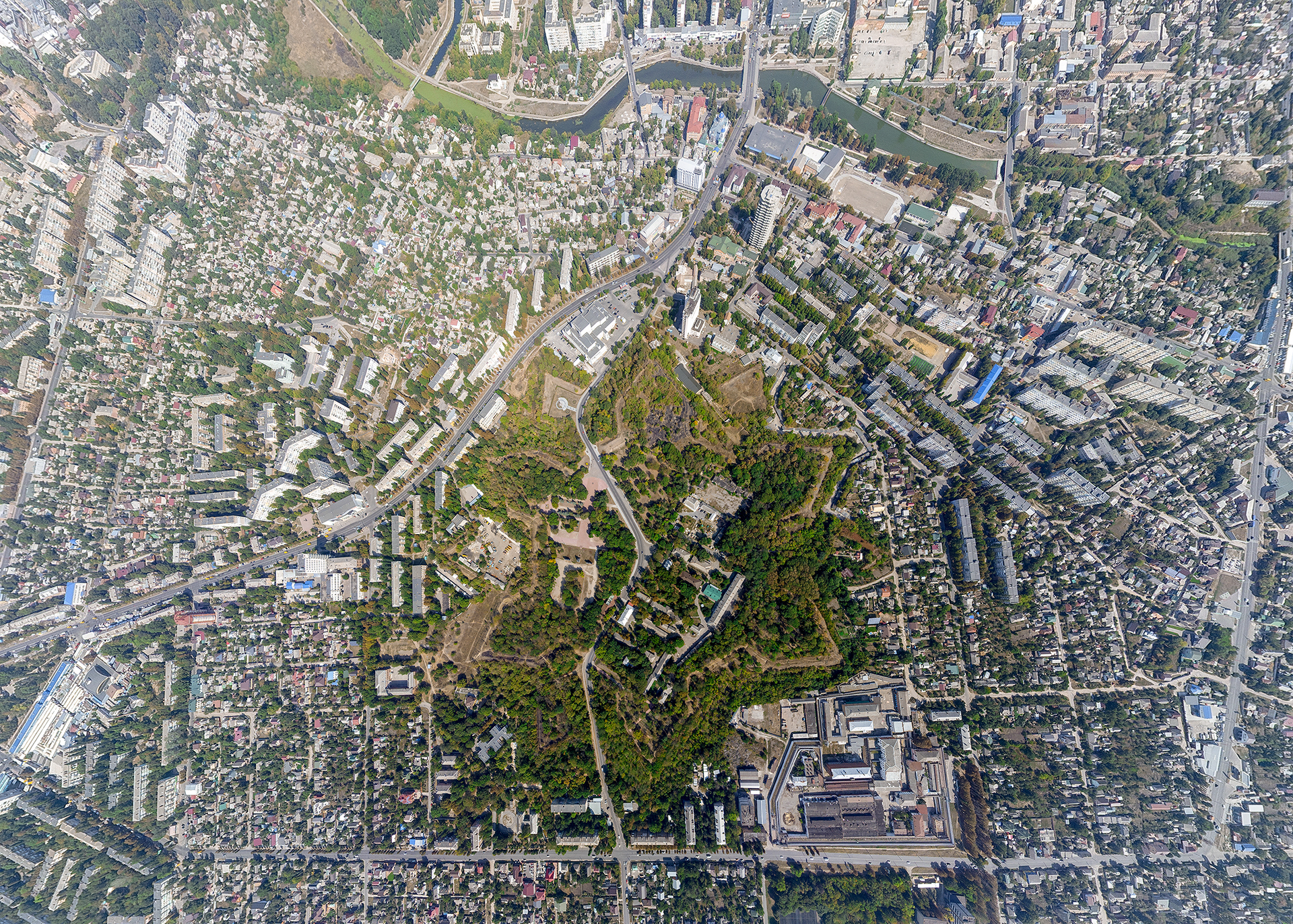
vedere de pasăre asupra teritoriului fostei cetăți

În timpul Războiului de Independență al Ucrainei (1917-1921), oraș a fost sub controlul Republicii Populare Ucrainene și al Republicii Kholodny Yar. În 1920, Znameanka a fost capturată de armata sovietică pentru a treia oară. 

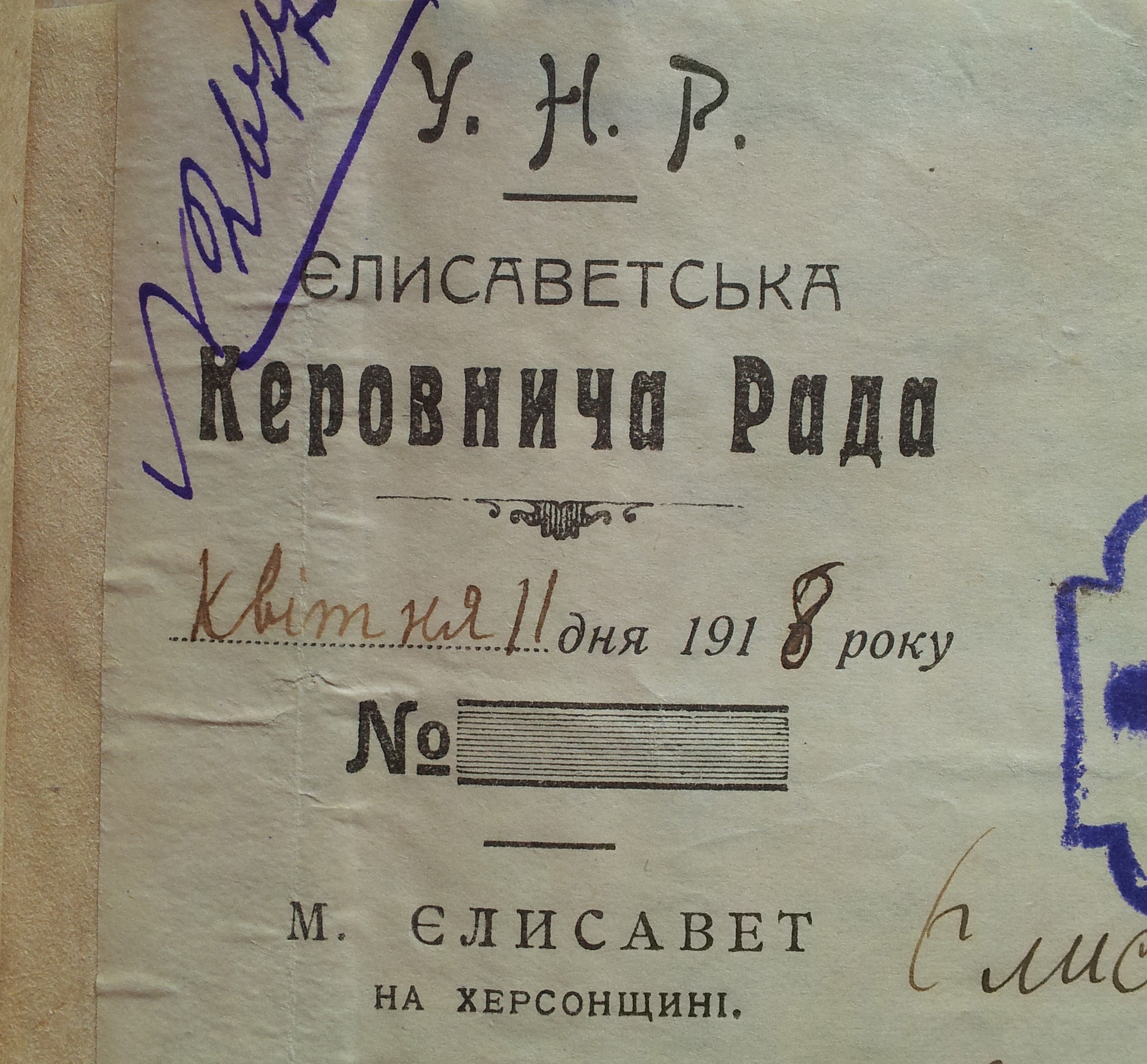
pecetea vremurilor Republicii Populare Ucrainene

Din 1924, orașul a primit numele „Zinovievsk” în onoarea politicianului Grigory Zinoviev, care s-a născut aici, iar după înlăturarea sa de la putere în 1934, orașul a primit numele Kirovo în onoarea statului și a personajului de partid Serhiy Kirov. În 1939, a fost numit „Kirovohrad”. 

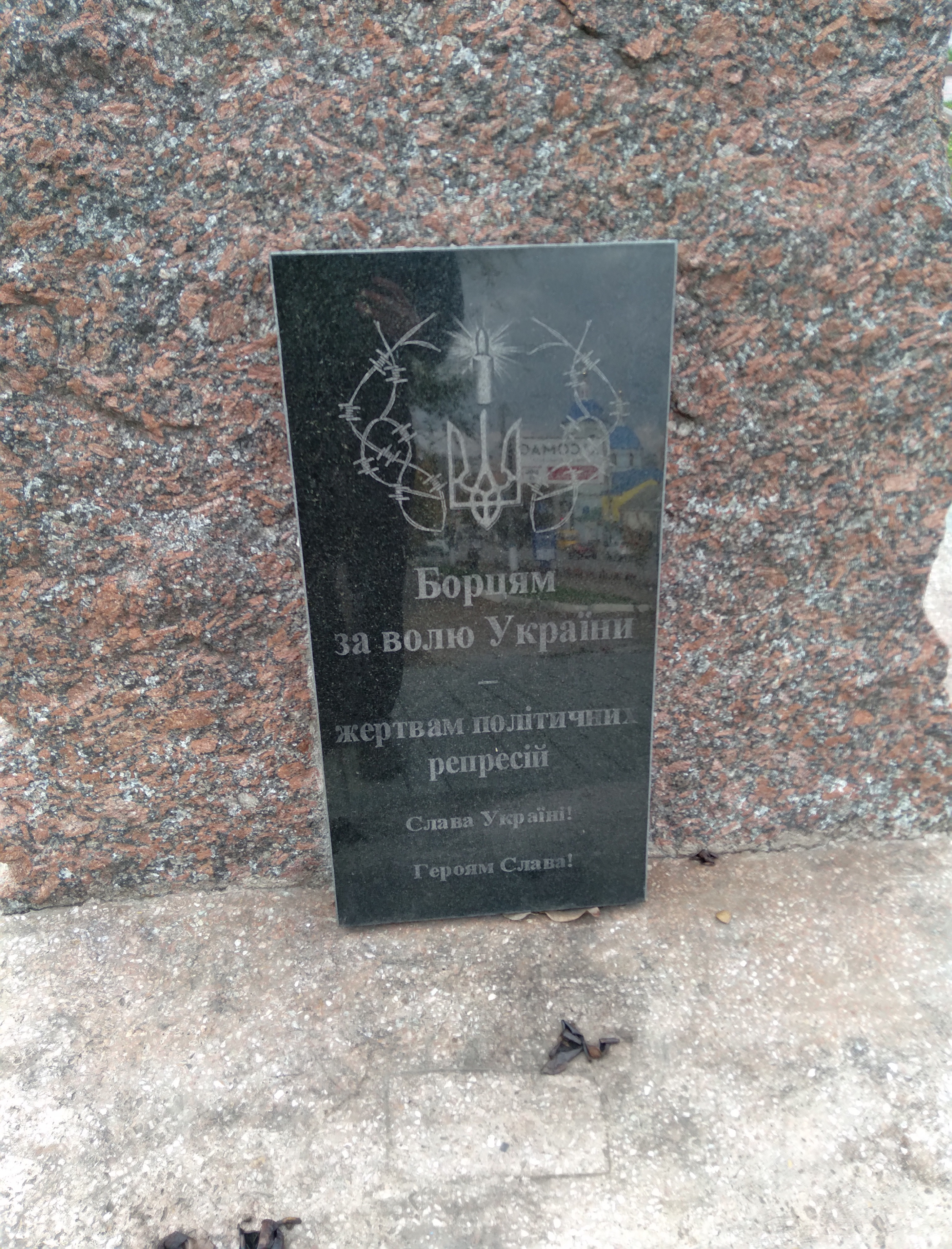
un monument al victimelor represiunilor sovietice

În 1941–1944, orașul a fost ocupat de naziști și eliberat la 8 ianuarie 1944. În timpul ocupației, peste 50.000 de civili au murit
După începutul agresiunii ruse în estul țării, în Ucraina a fost introdusă o politică de decomunizare, în cadrul căreia în 2016 orașul a fost redenumit în onoarea lui Mark Kropyvnytskyi.
În timpul invaziei ruse a Ucrainei, orașul a început să sufere de atacurile cu rachete rusești și a devenit un refugiu pentru câteva mii de refugiați din sud-estul țării.

## Geografie

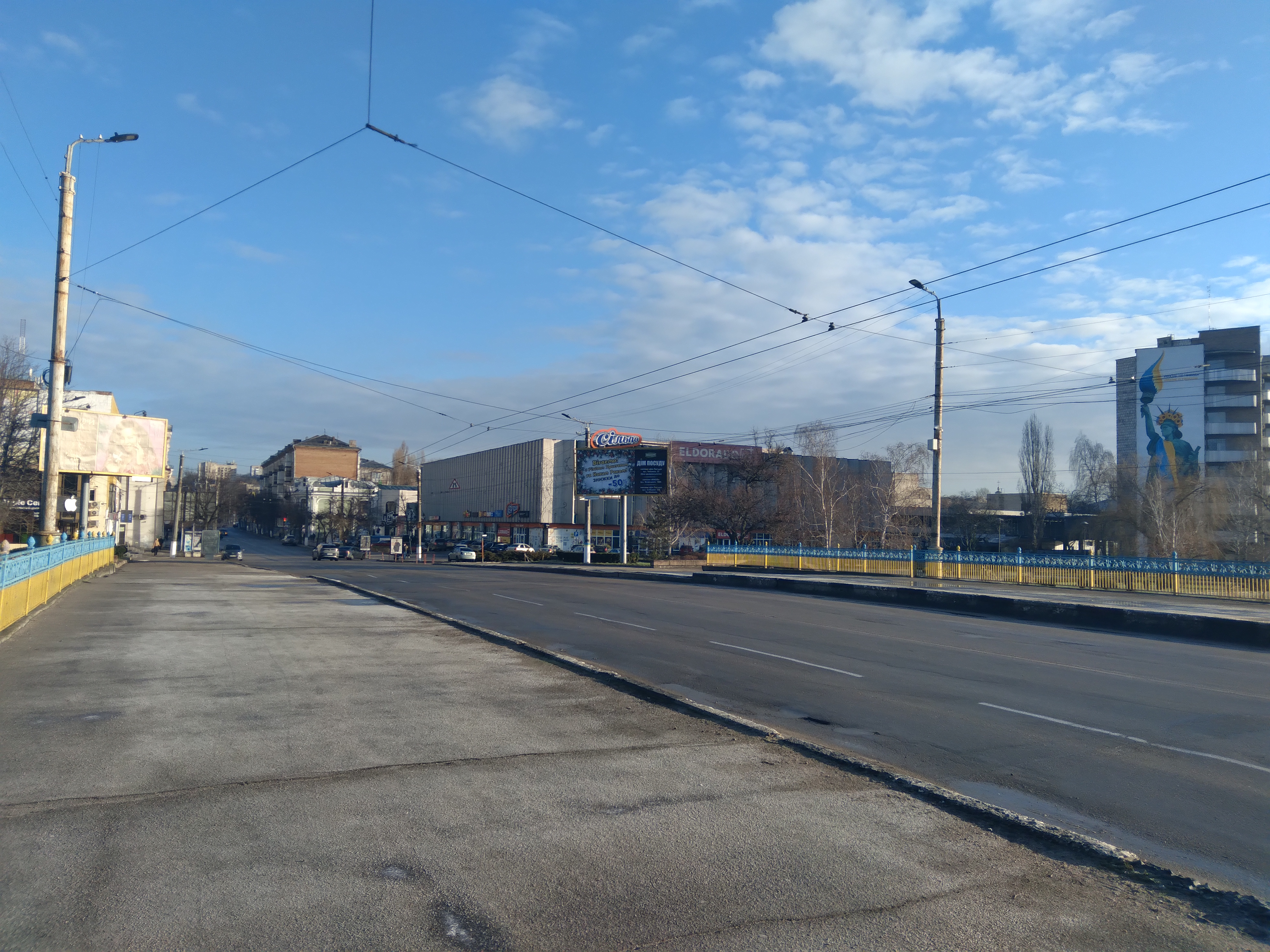
terasament in centrul orasului

Râul Inhul curge prin centrul orașului

## Demografie
Componența lingvistică a orașului Kirovohrad
     Ucraineană (79,43%)
     Rusă (19,91%)
     Alte limbi (0,25%)

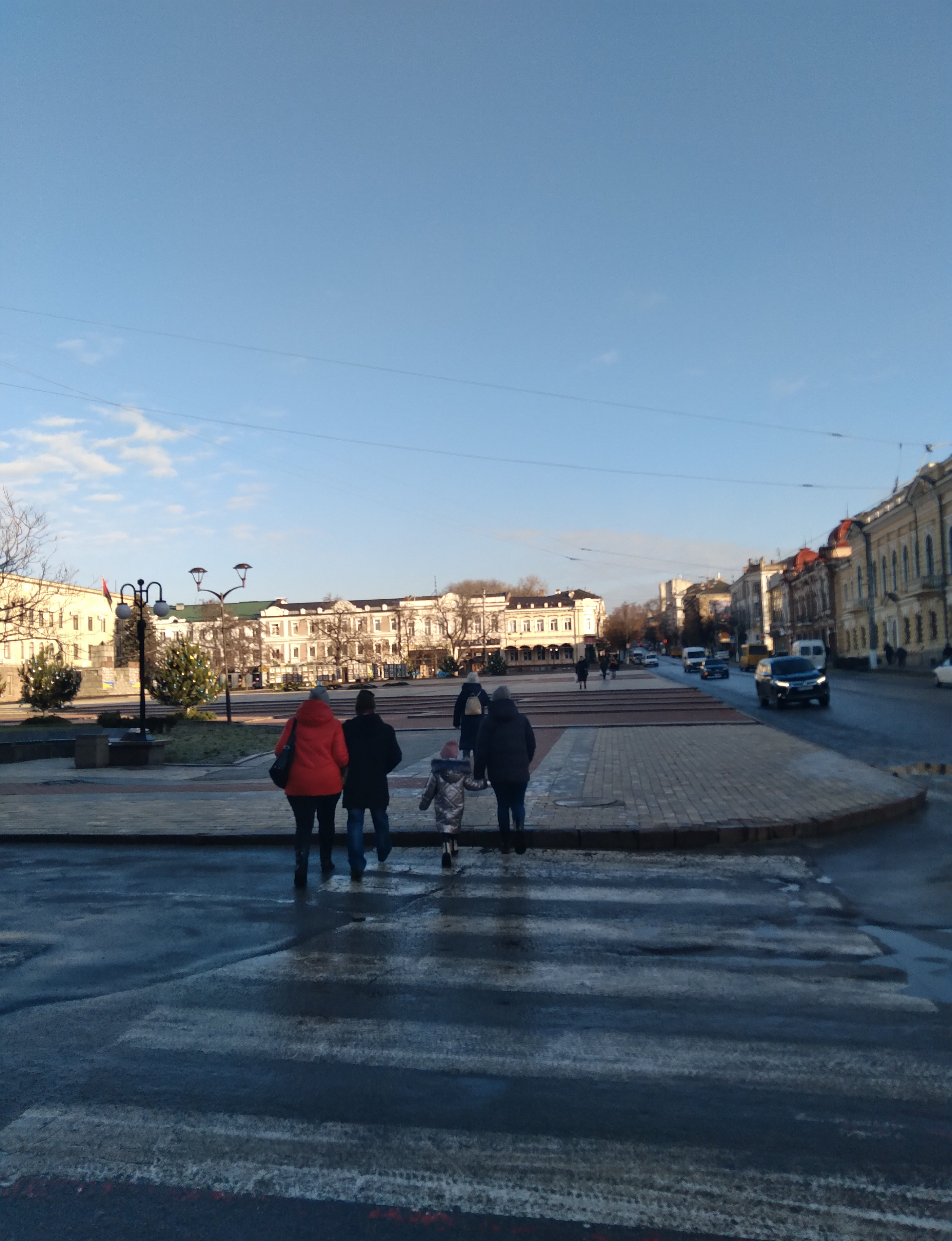
Zona Centrală

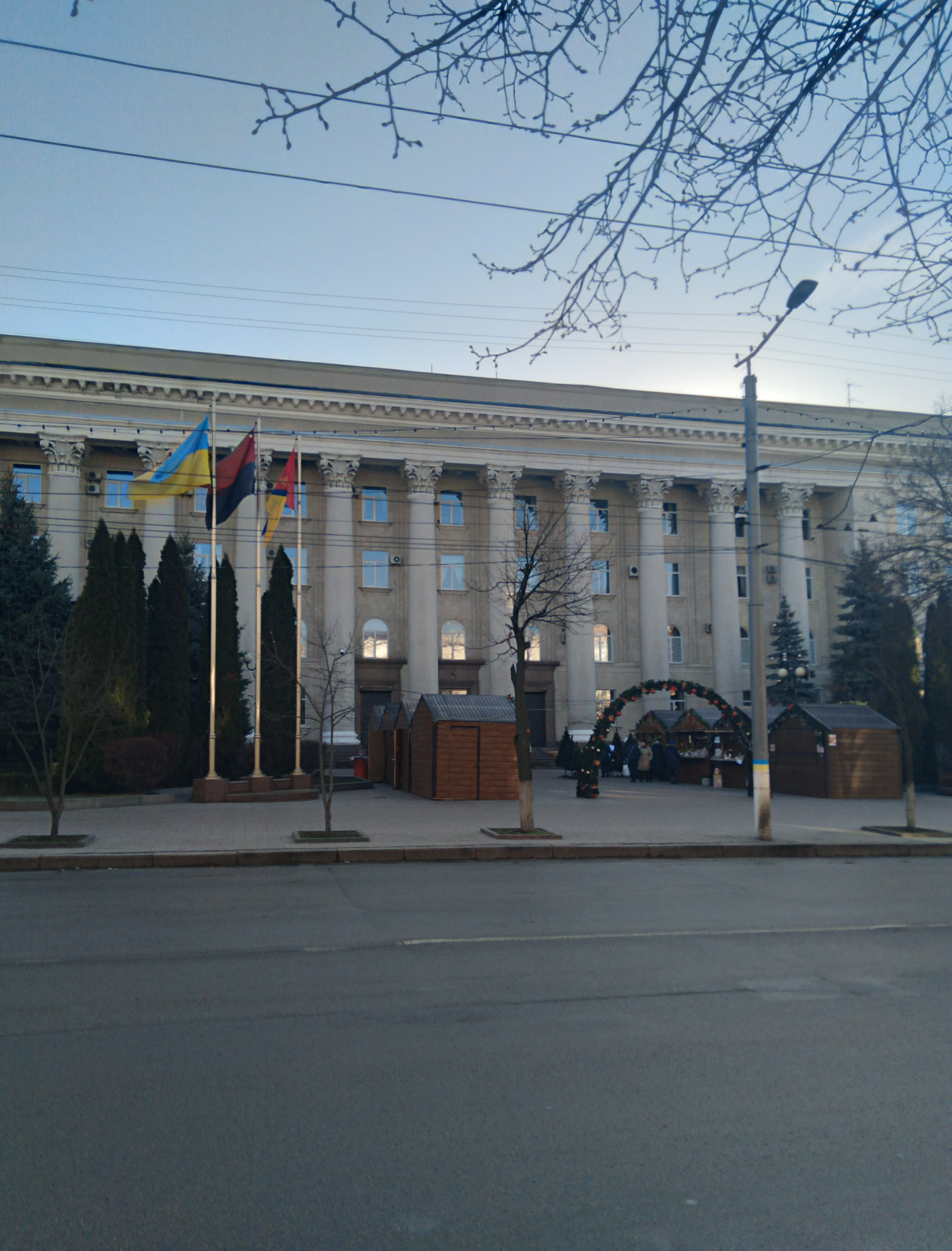
Consiliu municipal

Conform recensământului din 2001, majoritatea populației orașului Kirovohrad era vorbitoare de ucraineană (79,43%), existând în minoritate și vorbitori de rusă (19,91%).

## Personalități născute aici
- Grigori Zinoviev (1883 - 1936), revoluționar bolșevic;
- Maria Bolbocean (Popescu, 1891  - ?)
- Boris Kotlearov (1913 - 1982), muzicolog sovietic și moldovean;
- Andrei Piatov (n. 1984), fotbalist;
- Valentina Salamaha (n . 1986), handbalistă;
- Ievhen Konopleanka (n. 1989), fotbalist.